# Service d'information, de renseignement et d'analyse stratégique sur la criminalité organisée
 (mai 2020).
Le Service d'information, de renseignement et d'analyse stratégique sur la criminalité organisée (SIRASCO), est un service de la direction nationale de la Police judiciaire (DNPJ) qui collecte auprès des administrations françaises et étrangères les données nécessaires à l'analyse des activités des groupes criminels organisés.

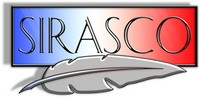
Logo officiel du SIRASCO.

## Présentation
Créé en septembre 2009, le SIRASCO est une unité composée de personnels issus des différentes directions de la Police nationale et de la Gendarmerie nationale. Il est dirigé par un commissaire divisionnaire, secondé par un officier supérieur de gendarmerie. 
Depuis 2013, le SIRASCO est doté d'antennes territoriales implantées dans chaque direction interrégionale de Police judiciaire (DIPJ) ou direction régionale de Police judiciaire (DRPJ).

## Spécificité du SIRASCO
Contrairement aux différents services de police et de gendarmerie qui luttent contre la criminalité organisée, le SIRASCO n'est pas une unité d'enquête mais un service de renseignement criminel.
Sa mission est d'établir un état de la menace constituée par les groupes criminels organisés, qu'ils soient français ou étrangers, sur le territoire national.
Son objectif est de regrouper les informations existantes mais disséminées entre les différentes unités luttant contre les groupes criminels organisés. Il les centralise, les recoupe, les contextualise et les synthétise pour, ensuite, faire des rapprochements, produire des analyses et dégager des tendances.
Le renseignement ainsi obtenu est diffusé sous la forme d'analyses opérationnelles et stratégiques, destinées à la fois aux services d'enquêtes et aux décideurs administratifs, judiciaires et politiques.
Le SIRASCO est notamment chargé de l'élaboration d'un rapport annuel sur la criminalité organisée en France.
Constitué en secteurs géographiques, il concentre son attention sur les groupes criminels qui ne sont pas déjà suivis par les offices centraux de la policeet de la gendarmerie, en particulier les groupes criminels étrangers.

## Une approche nouvelle
En décloisonnant le renseignement, le SIRASCO s'efforce de promouvoir une approche de lutte contre les groupes criminels organisés à partir des faits de délinquance constatés qui restent encore trop souvent traités isolément par les services de l’État. Il cherche à relier ces actes aux organisations qui en sont à l'origine.
À sa dimension interministérielle s'ajoute une dimension internationale. Le SIRASCO entretient en effet des relations étroites avec des organisations comme Interpol et Europol, afin de pouvoir intégrer dans ses analyses les ramifications et les alliances des organisations criminelles en dehors des frontières françaises.
À terme, son objectif est de développer une logique d'intelligence criminelle à la française, en promouvant la culture de renseignement au sein des administrations françaises et en professionnalisant son recueil par la mise en place de moyens adaptés.